# ONDAR Show
Le ONDAR Show  était une émission de divertissement diffusée chaque samedi à 18 h 50 du 6 octobre 2012 au 26 janvier 2013 sur France 2.
Elle se compose d'une suite de sketchs interprétés par les principaux humoristes découverts dans l'émission quotidienne On n'demande qu'à en rire.

## Concept
La troupe d'humoristes propose des sketches et des parodies pendant 52 minutes d'émission.
Du 6 octobre au 22 décembre 2012, chaque émission accueille un invité qui participe aux sketches des humoristes ou aux transitions « fil-rouge ». Généralement, il en profite également  pour faire la promotion de son dernier projet (CD, livre, pièce de théâtre, etc). 
Tout au long de l'émission, plusieurs rubriques plus ou moins récurrentes s'enchaînent : 
- Une chanson d'introduction permet de présenter l'invité du soir ;
- Arnaud Tsamere, souvent accompagné de Florent Peyre, présente la rubrique Info Vraie, dans laquelle sont évoqués des faits d'actualités et des anecdotes de façon humoristique. Cette Info Vraie apparaît plusieurs fois au cours de l'émission. Elle est supprimée à partir du 12 janvier 2013 ;
- La Minute Historique, mise en scène par Les Lascars Gays ;
- Jérémy Ferrari présente le Handicap, Handi Pas Cap au cours duquel une personne handicapée se fait le porte-parole d'une association particulière et doit réaliser un défi souvent impossible à réaliser avec un tel handicap ;
- Promo Chic est une rubrique présentée par Garnier et Sentou afin de faire la promotion de l'invité. La rubrique est supprimée dès lors qu'il n'y a plus d'invités, entrainant également le départ de Garnier et Sentou de l'émission.
- Les parodies d'émission, animées par Les Kicékafessa ;
- Toc'Art !, animé par Lamine Lezghad, où ce dernier, en parodiant D'art d'art, explique une œuvre d'art et les autres membres de la troupe se mettent à la place des personnages de l'œuvre ;

Ces rubriques du ONDAR Show sont entrecoupées par des sketches. Les humoristes Babass, Nicole Ferroni et Arnaud Cosson n'ont pas de propres segments.
L'émission a subi diverses modifications au cours des semaines en vue de l'améliorer.
L'humoriste Jérémy Ferrari annonce le 4 novembre 2012 via Facebook que dès la sixième émission, le 10 novembre, l'organisation du ONDAR Show sera différente : « La semaine prochaine, nous allons vous proposer une nouvelle formule retour à des sketches d'actu avec un invité en maître de cérémonie mais qui ne participe plus aux sketches. »
En novembre, Laurent Ruquier, créateur du format et coproducteur de l'émission, décide de se retirer du projet à la suite de désaccords avec le directeur artistique de l'émission sur la tournure de l'émission.
Malgré une clause d’audience non atteinte, l'émission est prolongée jusqu'en juin 2013, mais avec un budget moindre.
Dès la première émission de janvier 2013, il n'y a plus d'invité fil-rouge et les Infos Vraies ont été supprimées en vue de rendre l’enchaînement entre les différents sketches plus rapides et dynamiser ainsi l'émission.
L'émission est finalement arrêtée au bout de 13 numéros, faute d'audience,.
À partir de janvier 2013, l'émission est rediffusée le vendredi à 22 h 30 sur France 4 qui, à partir du 2 février 2013, rediffuse deux numéros à la suite le samedi à partir de 16 h 45.

## La troupe duONDAR Show
La troupe du ONDAR Show est composée de treize des quinze pensionnaires (non éliminés ou n'étant pas partis) de la saison 1 de l'émission On n'demande qu'à en rire : Jérémy Ferrari, Arnaud Tsamere, Nicole Ferroni, Florent Peyre, Garnier et Sentou, Lamine Lezghad, Les Kicékafessa, Les Lascars Gays, Arnaud Cosson et Babass.
Tous ces humoristes ont quitté l'émission quotidienne pour participer au ONDAR Show. Les trois autres pensionnaires de la première saison, Sacha Judaszko (resté dans On n'demande qu'à en rire), Constance (a quitté On n'demande qu'à en rire peu de temps avant la création du ONDAR Show) et Olivier de Benoist (participant à Vivement dimanche prochain), ne sont pas présents dans l'émission.
| Humoristes        | Première émission | Dernière émission | Nombre d'émissions |
| ----------------- | ----------------- | ----------------- | ------------------ |
| Jérémy Ferrari    | 6 octobre 2012    | 26 janvier 2013   | 13                 |
| Arnaud Tsamere    | 6 octobre 2012    | 26 janvier 2013   | 13                 |
| Nicole Ferroni    | 6 octobre 2012    | 26 janvier 2013   | 13                 |
| Florent Peyre     | 6 octobre 2012    | 26 janvier 2013   | 13                 |
| Garnier et Sentou | 6 octobre 2012    | 22 décembre 2012  | 8                  |
| Lamine Lezghad    | 6 octobre 2012    | 26 janvier 2013   | 10                 |
| Les Kicékafessa   | 6 octobre 2012    | 26 janvier 2013   | 13                 |
| Les Lascars Gays  | 6 octobre 2012    | 26 janvier 2013   | 13                 |
| Arnaud Cosson     | 6 octobre 2012    | 26 janvier 2013   | 12                 |
| Babass            | 6 octobre 2012    | 26 janvier 2013   | 9                  |

1. 1 2  Ils étaient tout de même présents lors de l'émission du 12 janvier 2013 via un sketch enregistré et prévu initialement pour l'émission du 22 décembre 2012.
2. ↑  Dans l'émission du 19 janvier 2013, seule Sandra Colombo du duo « Kicékafessa » était présente. Pascal Rocher était absent.

## Invités
À chaque émission, les humoristes accueillent un invité présent dans quasiment la totalité des sketches ainsi que d'autres personnalités présent dans certains sketches (notamment dans le sketch récurrent de Jérémy Ferrari, Handicap, Handi Pas Cap).
- émission 1 : Hélène Ségara (invité principal) et Philippe Croizon (6 octobre 2012)[6]
- émission 2 : Philippe Candeloro (invité principal), Nelson Monfort et Sophie Vouzelaud (13 octobre 2012)
- émission 3 : Baptiste Giabiconi (invité principal) et André Bouchet, alias Passe-Partout du jeu Fort Boyard. (20 octobre 2012)
- émission 4 : Dany Brillant (invité principal) et Bruno de Stabenrath (27 octobre 2012)
- émission 5 : Chantal Ladesou (invité principal) et Guillaume Bats (3 novembre 2012)
- émission 6 : Laurent Baffie (invité principal) et PSY (10 novembre 2012)
- émission 7 : Liane Foly (invité principal) et Grégory Cuilleron (17 novembre 2012)
- émission 8 : Julien Courbet (invité principal) et Dave (1er décembre 2012)
- émission 9 : Isabelle Mergault (invité principal) et Guillaume Bats (15 décembre 2012)
- émission 10 : Le Père Noël (invité principal), Ahmed Sylla, Guillaume Bats et Catherine Barma (22 décembre 2012)

Depuis le 12 janvier 2013, il n'y a plus d'invité « fil-rouge ». Cependant, un invité participe toujours à la rubrique « Handicap, Handi Pas Cap ! ». De plus, il arrive que certains humoristes d'On n'demande qu'à en rire participent à l'émission.
- émission 11 : Ahmed Sylla et David Foppolo (12 janvier 2013)
- émission 12 : Sans invité (19 janvier 2013)
- émission 13 : Guillaume Bats (26 janvier 2013)

## Audiences
Les chiffres en gras sont les records actuels de l'émission.
| Date              | Nombre de téléspectateurs | Part d'audience      | Commentaire   |
| ----------------- | ------------------------- | -------------------- | ------------- |
| 6 octobre 2012    | 1 671 000                 | 10,8 %               |               |
| 13 octobre 2012   | 1 900 000 (+ 229 000)     | 11,3 % (+ 0,5 point) | Record actuel |
| 20 octobre 2012   | 1 240 000 (- 660 000)     | 7,5 % (- 3,8 points) |               |
| 27 octobre 2012   | 1 400 000 (+ 160 000)     | 8,0 % (+ 0,5 point)  |               |
| 3 novembre 2012   | 1 600 000 (+ 200 000)     | 8,9 % (+ 0,9 point)  |               |
| 10 novembre 2012  | 1 800 000 (+ 200 000)     | 9,9 % (+ 1 point)    |               |
| 17 novembre 2012  | 1 700 000 (- 100 000)     | 9,4 % (- 0,5 point)  |               |
| 1er décembre 2012 | 1 500 000 (- 200 000)     | 8,2 % (- 1,2 point)  |               |
| 15 décembre 2012  | 1 500 000 (stable)        | 8,5 % (+ 0,3 point)  |               |
| 22 décembre 2012  | 1 350 000 (- 150 000)     | 7,5 % (- 1 point)    |               |
| 5 janvier 2013    | 1 200 000 (- 150 000)     | 6,5 % (-1 point)     | Best-Of       |
| 12 janvier 2013   | 1 300 000 (+ 100 000)     | 7,3 % (+ 0,8 point)  |               |
| 19 janvier 2013   | 1 400 000 (+ 100 000)     | 7,1 % (- 0,2 point)  |               |
| 26 janvier 2013   | 1 500 000 (+ 100 000)     | 8,3 % (+ 1,2 point)  |               |

| Audience moyenne | Nombre de téléspectateurs | Part d'audience |
| ---------------- | ------------------------- | --------------- |
| Audience moyenne | 1 504 000                 | 8,5 %           |